# Proboloptera embolias
Proboloptera embolias là một loài bướm đêm trong họ Geometridae.